# East Selah
East Selah az Amerikai Egyesült Államok északnyugati részén, Washington állam Yakima megyéjében elhelyezkedő önkormányzat nélküli település.
A település éghajlata félsivatagi sztyeppe (a Köppen-skála szerint BSk).